# سيمون كرين
سيمون كرين (بالإنجليزية: Simon Crane)‏ هو ممثل بريطاني، ولد في 1960 في تويكنهام في المملكة المتحدة.

## أعمال

### أفلام
- (1987) أضواء النهار الحية[6][7][8]
- (1995) العين الذهبية[9][10][11]
- (1997) تيتانيك[12][13][14]
- (2016)  قصة من حرب النجوم[15]

## وصلات خارجية
- سيمون كرين على موقع IMDb (الإنجليزية)
- سيمون كرين على موقع ألو سيني (الفرنسية)
- سيمون كرين على موقع أول موفي (الإنجليزية)
- سيمون كرين على موقع قاعدة بيانات الأفلام السويدية (السويدية)
- سيمون كرين على موقع قاعدة بيانات الفيلم (الإنجليزية)
- سيمون كرين على موقع كينوبويسك (الروسية)